# Liste des planètes mineures non numérotées découvertes en septembre 2018
Pour un article plus général, voir Liste des planètes mineures non numérotées découvertes en 2018.
Pour un article plus général, voir Liste des planètes mineures.
Cet article dresse la liste des planètes mineures (astéroïdes, centaures, objets transneptuniens et assimilés) non numérotées découvertes en septembre 2018 dans l'ordre de leur découverte.
Au 15 janvier 2025, 661 077 des 1 434 993 planètes mineures répertoriées par le Centre des planètes mineures ne sont pas encore numérotées, soit 46,07 %.

## Rappel concernant la désignation provisoire
La désignation provisoire indique l'ordre de découverte de ces objets. En effet, cette désignation est composée de l'année de découverte (par exemple 2018) suivie de la quinzaine (demi-mois) de découverte (p.e. A = 1-15 janvier) puis de l'ordre de découverte dans cette quinzaine. Cet ordre est indiqué par une lettre et éventuellement un chiffre comme suit : A pour la première découverte, B pour la deuxième, ..., Z pour la 25e (le I n'est pas utilisé pour éviter la confusion avec 1), A1 pour la 26e, B1 pour la 27e, etc. , Z1 pour la 50e, A2 pour la 51e, B2 pour la 52e, etc. L'ordre de la numérotation ne suit donc pas l'ordre alphanumérique. 2018 AA1 suit ainsi 2018 AZ et précède 2018 AB1.

## Listes

### Du1erau 15 septembre 2018
- 2018 RA
- 2018 RB
- 2018 RC
- 2018 RE
- 2018 RF
- 2018 RG
- 2018 RH
- 2018 RK
- 2018 RL
- 2018 RM
- 2018 RN
- 2018 RO
- 2018 RP
- 2018 RQ
- 2018 RR
- 2018 RS
- 2018 RU
- 2018 RV
- 2018 RW
- 2018 RX
- 2018 RY
- 2018 RZ
- 2018 RA1
- 2018 RB1
- 2018 RC1
- 2018 RD1
- 2018 RE1
- 2018 RF1
- 2018 RH1
- 2018 RJ1
- 2018 RK1
- 2018 RL1
- 2018 RM1
- 2018 RN1
- 2018 RO1
- 2018 RP1
- 2018 RQ1
- 2018 RR1
- 2018 RS1
- 2018 RT1
- 2018 RU1
- 2018 RV1
- 2018 RW1
- 2018 RX1
- 2018 RY1
- 2018 RZ1
- 2018 RA2
- 2018 RB2
- 2018 RC2
- 2018 RD2
- 2018 RE2
- 2018 RF2
- 2018 RG2
- 2018 RH2
- 2018 RJ2
- 2018 RK2
- 2018 RL2
- 2018 RM2
- 2018 RN2
- 2018 RO2
- 2018 RP2
- 2018 RQ2
- 2018 RS2
- 2018 RU2
- 2018 RV2
- 2018 RW2
- 2018 RX2
- 2018 RY2
- 2018 RZ2
- 2018 RA3
- 2018 RB3
- 2018 RC3
- 2018 RD3
- 2018 RE3
- 2018 RF3
- 2018 RG3
- 2018 RH3
- 2018 RJ3
- 2018 RK3
- 2018 RL3
- 2018 RM3
- 2018 RN3
- 2018 RP3
- 2018 RQ3
- 2018 RR3
- 2018 RS3
- 2018 RT3
- 2018 RU3
- 2018 RV3
- 2018 RW3
- 2018 RX3
- 2018 RY3
- 2018 RZ3
- 2018 RA4
- 2018 RB4
- 2018 RC4
- 2018 RD4
- 2018 RE4
- 2018 RG4
- 2018 RH4
- 2018 RK4
- 2018 RL4
- 2018 RM4
- 2018 RN4
- 2018 RO4
- 2018 RQ4
- 2018 RR4
- 2018 RS4
- 2018 RT4
- 2018 RU4
- 2018 RV4
- 2018 RW4
- 2018 RY4
- 2018 RB5
- 2018 RC5
- 2018 RD5
- 2018 RE5
- 2018 RF5
- 2018 RG5
- 2018 RH5
- 2018 RJ5
- 2018 RK5
- 2018 RM5
- 2018 RN5
- 2018 RO5
- 2018 RP5
- 2018 RQ5
- 2018 RR5
- 2018 RS5
- 2018 RT5
- 2018 RU5
- 2018 RV5
- 2018 RW5
- 2018 RX5
- 2018 RY5
- 2018 RZ5
- 2018 RA6
- 2018 RB6
- 2018 RC6
- 2018 RD6
- 2018 RE6
- 2018 RF6
- 2018 RG6
- 2018 RH6
- 2018 RJ6
- 2018 RK6
- 2018 RL6
- 2018 RM6
- 2018 RO6
- 2018 RP6
- 2018 RR6
- 2018 RS6
- 2018 RT6
- 2018 RV6
- 2018 RW6
- 2018 RX6
- 2018 RY6
- 2018 RZ6
- 2018 RA7
- 2018 RB7
- 2018 RC7
- 2018 RD7
- 2018 RE7
- 2018 RF7
- 2018 RG7
- 2018 RH7
- 2018 RJ7
- 2018 RK7
- 2018 RL7
- 2018 RM7
- 2018 RN7
- 2018 RO7
- 2018 RP7
- 2018 RR7
- 2018 RS7
- 2018 RT7
- 2018 RU7
- 2018 RV7
- 2018 RX7
- 2018 RY7
- 2018 RZ7
- 2018 RA8
- 2018 RB8
- 2018 RC8
- 2018 RD8
- 2018 RE8
- 2018 RF8
- 2018 RG8
- 2018 RH8
- 2018 RJ8
- 2018 RK8
- 2018 RM8
- 2018 RN8
- 2018 RO8
- 2018 RP8
- 2018 RR8
- 2018 RT8
- 2018 RV8
- 2018 RX8
- 2018 RF9
- 2018 RK9
- 2018 RM9
- 2018 RN9
- 2018 RO9
- 2018 RT9
- 2018 RB10
- 2018 RD10
- 2018 RE10
- 2018 RJ10
- 2018 RL10
- 2018 RO10
- 2018 RP10
- 2018 RR10
- 2018 RS10
- 2018 RT10
- 2018 RV10
- 2018 RW10
- 2018 RA11
- 2018 RC11
- 2018 RE11
- 2018 RJ11
- 2018 RR11
- 2018 RT11
- 2018 RW11
- 2018 RY11
- 2018 RB12
- 2018 RC12
- 2018 RF12
- 2018 RG12
- 2018 RK12
- 2018 RM12
- 2018 RP12
- 2018 RQ12
- 2018 RR12
- 2018 RS12
- 2018 RY12
- 2018 RB13
- 2018 RE13
- 2018 RF13
- 2018 RJ13
- 2018 RK13
- 2018 RQ13
- 2018 RR13
- 2018 RU13
- 2018 RC14
- 2018 RJ14
- 2018 RL14
- 2018 RT14
- 2018 RX14
- 2018 RA15
- 2018 RH15
- 2018 RT15
- 2018 RX15
- 2018 RY15
- 2018 RZ15
- 2018 RB16
- 2018 RE16
- 2018 RL16
- 2018 RN16
- 2018 RR16
- 2018 RS16
- 2018 RU16
- 2018 RO17
- 2018 RS17
- 2018 RW17
- 2018 RY17
- 2018 RB18
- 2018 RD18
- 2018 RE18
- 2018 RH18
- 2018 RJ18
- 2018 RQ18
- 2018 RR18
- 2018 RO19
- 2018 RS19
- 2018 RT19
- 2018 RW19
- 2018 RX19
- 2018 RZ19
- 2018 RB20
- 2018 RN20
- 2018 RQ20
- 2018 RW20
- 2018 RX20
- 2018 RD21
- 2018 RE21
- 2018 RF21
- 2018 RG21
- 2018 RH21
- 2018 RL21
- 2018 RN21
- 2018 RT21
- 2018 RV21
- 2018 RX21
- 2018 RB22
- 2018 RG22
- 2018 RH22
- 2018 RJ22
- 2018 RO22
- 2018 RV22
- 2018 RF23
- 2018 RK23
- 2018 RM23
- 2018 RN23
- 2018 RT23
- 2018 RX23
- 2018 RH24
- 2018 RU24
- 2018 RW24
- 2018 RY24
- 2018 RA25
- 2018 RE25
- 2018 RH25
- 2018 RK25
- 2018 RW25
- 2018 RX25
- 2018 RB26
- 2018 RC26
- 2018 RE26
- 2018 RF26
- 2018 RM26
- 2018 RP26
- 2018 RR26
- 2018 RY26
- 2018 RC27
- 2018 RF27
- 2018 RJ27
- 2018 RK27
- 2018 RQ27
- 2018 RU27
- 2018 RV27
- 2018 RW27
- 2018 RX27
- 2018 RZ27
- 2018 RC28
- 2018 RJ28
- 2018 RL28
- 2018 RN28
- 2018 RT28
- 2018 RY28
- 2018 RD29
- 2018 RE29
- 2018 RG29
- 2018 RM29
- 2018 RN29
- 2018 RQ29
- 2018 RB30
- 2018 RD30
- 2018 RE30
- 2018 RN30
- 2018 RT30
- 2018 RW30
- 2018 RL31
- 2018 RO31
- 2018 RX31
- 2018 RJ32
- 2018 RL32
- 2018 RV32
- 2018 RE33
- 2018 RH33
- 2018 RP33
- 2018 RE34
- 2018 RL34
- 2018 RN34
- 2018 RM35
- 2018 RS35
- 2018 RY35
- 2018 RB36
- 2018 RD36
- 2018 RJ36
- 2018 RK36
- 2018 RL36
- 2018 RQ36
- 2018 RR36
- 2018 RS36
- 2018 RX36
- 2018 RY36
- 2018 RD37
- 2018 RE37
- 2018 RH37
- 2018 RM37
- 2018 RO37
- 2018 RQ37
- 2018 RR37
- 2018 RY37
- 2018 RZ37
- 2018 RE38
- 2018 RF38
- 2018 RN38
- 2018 RO38
- 2018 RP38
- 2018 RQ38
- 2018 RR38
- 2018 RS38
- 2018 RU38
- 2018 RY38
- 2018 RZ38
- 2018 RB39
- 2018 RC39
- 2018 RD39
- 2018 RF39
- 2018 RG39
- 2018 RH39
- 2018 RJ39
- 2018 RL39
- 2018 RM39
- 2018 RO39
- 2018 RQ39
- 2018 RS39
- 2018 RU39
- 2018 RW39
- 2018 RX39
- 2018 RY39
- 2018 RZ39
- 2018 RA40
- 2018 RB40
- 2018 RC40
- 2018 RD40
- 2018 RE40
- 2018 RG40
- 2018 RH40
- 2018 RJ40
- 2018 RK40
- 2018 RL40
- 2018 RM40
- 2018 RN40
- 2018 RO40
- 2018 RP40
- 2018 RQ40
- 2018 RR40
- 2018 RS40
- 2018 RT40
- 2018 RU40
- 2018 RV40
- 2018 RW40
- 2018 RY40
- 2018 RZ40
- 2018 RA41
- 2018 RB41
- 2018 RC41
- 2018 RD41
- 2018 RF41
- 2018 RG41
- 2018 RH41
- 2018 RJ41
- 2018 RK41
- 2018 RM41
- 2018 RN41
- 2018 RO41
- 2018 RP41
- 2018 RQ41
- 2018 RR41
- 2018 RU41
- 2018 RW41
- 2018 RX41
- 2018 RY41
- 2018 RZ41
- 2018 RA42
- 2018 RC42
- 2018 RD42
- 2018 RE42
- 2018 RF42
- 2018 RG42
- 2018 RH42
- 2018 RJ42
- 2018 RK42
- 2018 RM42
- 2018 RN42
- 2018 RO42
- 2018 RP42
- 2018 RQ42
- 2018 RR42
- 2018 RS42
- 2018 RT42
- 2018 RU42
- 2018 RV42
- 2018 RW42
- 2018 RX42
- 2018 RY42
- 2018 RZ42
- 2018 RA43
- 2018 RB43
- 2018 RC43
- 2018 RE43
- 2018 RF43
- 2018 RG43
- 2018 RH43
- 2018 RJ43
- 2018 RK43
- 2018 RL43
- 2018 RM43
- 2018 RO43
- 2018 RP43
- 2018 RQ43
- 2018 RR43
- 2018 RS43
- 2018 RT43
- 2018 RU43
- 2018 RW43
- 2018 RX43
- 2018 RY43
- 2018 RB44
- 2018 RE44
- 2018 RF44
- 2018 RG44
- 2018 RH44
- 2018 RK44
- 2018 RL44
- 2018 RM44
- 2018 RN44
- 2018 RO44
- 2018 RP44
- 2018 RR44
- 2018 RS44
- 2018 RT44
- 2018 RU44
- 2018 RX44
- 2018 RY44
- 2018 RZ44
- 2018 RC45
- 2018 RE45
- 2018 RF45
- 2018 RG45
- 2018 RH45
- 2018 RJ45
- 2018 RK45
- 2018 RM45
- 2018 RN45
- 2018 RP45
- 2018 RR45
- 2018 RT45
- 2018 RU45
- 2018 RV45
- 2018 RW45
- 2018 RX45
- 2018 RY45
- 2018 RZ45
- 2018 RA46
- 2018 RC46
- 2018 RD46
- 2018 RE46
- 2018 RF46
- 2018 RG46
- 2018 RH46
- 2018 RJ46
- 2018 RK46
- 2018 RL46
- 2018 RM46
- 2018 RN46
- 2018 RO46
- 2018 RP46
- 2018 RR46
- 2018 RT46
- 2018 RU46
- 2018 RW46
- 2018 RX46
- 2018 RY46
- 2018 RZ46
- 2018 RA47
- 2018 RB47
- 2018 RD47
- 2018 RE47
- 2018 RF47
- 2018 RG47
- 2018 RH47
- 2018 RJ47
- 2018 RK47
- 2018 RL47
- 2018 RN47
- 2018 RO47
- 2018 RP47
- 2018 RQ47
- 2018 RR47
- 2018 RS47
- 2018 RT47
- 2018 RV47
- 2018 RW47
- 2018 RX47
- 2018 RY47
- 2018 RZ47
- 2018 RA48
- 2018 RB48
- 2018 RC48
- 2018 RD48
- 2018 RE48
- 2018 RG48
- 2018 RH48
- 2018 RK48
- 2018 RM48
- 2018 RN48
- 2018 RO48
- 2018 RP48
- 2018 RQ48
- 2018 RU48
- 2018 RW48
- 2018 RY48
- 2018 RJ49
- 2018 RU49
- 2018 RW49
- 2018 RX49
- 2018 RY49
- 2018 RB50
- 2018 RC50
- 2018 RE50
- 2018 RG50
- 2018 RH50
- 2018 RL50
- 2018 RM50
- 2018 RO50
- 2018 RP50
- 2018 RR50
- 2018 RU50
- 2018 RW50
- 2018 RX50
- 2018 RY50
- 2018 RZ50
- 2018 RA51
- 2018 RB51
- 2018 RC51
- 2018 RD51
- 2018 RF51
- 2018 RG51
- 2018 RH51
- 2018 RK51
- 2018 RL51
- 2018 RM51
- 2018 RN51
- 2018 RO51
- 2018 RP51
- 2018 RU51
- 2018 RV51
- 2018 RW51
- 2018 RY51
- 2018 RC52
- 2018 RD52
- 2018 RE52
- 2018 RG52
- 2018 RH52
- 2018 RJ52
- 2018 RK52
- 2018 RL52
- 2018 RM52
- 2018 RP52
- 2018 RQ52
- 2018 RR52
- 2018 RT52
- 2018 RU52
- 2018 RV52
- 2018 RW52
- 2018 RX52
- 2018 RY52
- 2018 RZ52
- 2018 RA53
- 2018 RD53
- 2018 RE53
- 2018 RF53
- 2018 RG53
- 2018 RH53
- 2018 RJ53
- 2018 RK53
- 2018 RL53
- 2018 RN53
- 2018 RR53
- 2018 RX53
- 2018 RY53
- 2018 RA54
- 2018 RB54
- 2018 RD54
- 2018 RE54
- 2018 RF54
- 2018 RG54
- 2018 RH54
- 2018 RJ54
- 2018 RK54
- 2018 RM54
- 2018 RN54
- 2018 RO54
- 2018 RP54
- 2018 RQ54
- 2018 RR54
- 2018 RS54
- 2018 RT54
- 2018 RU54
- 2018 RV54
- 2018 RW54
- 2018 RX54
- 2018 RA55
- 2018 RB55
- 2018 RC55
- 2018 RE55
- 2018 RF55
- 2018 RJ55
- 2018 RK55
- 2018 RL55
- 2018 RM55
- 2018 RN55
- 2018 RO55
- 2018 RP55
- 2018 RQ55
- 2018 RR55
- 2018 RS55
- 2018 RT55
- 2018 RU55
- 2018 RW55
- 2018 RX55
- 2018 RZ55
- 2018 RA56
- 2018 RB56
- 2018 RC56
- 2018 RF56
- 2018 RH56
- 2018 RJ56
- 2018 RN56
- 2018 RP56
- 2018 RQ56
- 2018 RR56
- 2018 RS56
- 2018 RW56
- 2018 RX56
- 2018 RA57
- 2018 RB57
- 2018 RD57
- 2018 RE57
- 2018 RF57
- 2018 RH57
- 2018 RJ57
- 2018 RM57
- 2018 RO57
- 2018 RQ57
- 2018 RR57
- 2018 RS57
- 2018 RT57
- 2018 RU57
- 2018 RV57
- 2018 RW57
- 2018 RY57
- 2018 RZ57
- 2018 RA58
- 2018 RB58
- 2018 RE58
- 2018 RF58
- 2018 RG58
- 2018 RH58
- 2018 RJ58
- 2018 RK58
- 2018 RL58
- 2018 RN58
- 2018 RO58
- 2018 RP58
- 2018 RQ58
- 2018 RR58
- 2018 RS58
- 2018 RT58
- 2018 RW58
- 2018 RY58
- 2018 RA59
- 2018 RB59
- 2018 RC59
- 2018 RE59
- 2018 RF59
- 2018 RG59
- 2018 RH59
- 2018 RJ59
- 2018 RK59
- 2018 RL59
- 2018 RM59
- 2018 RN59
- 2018 RP59
- 2018 RQ59
- 2018 RR59
- 2018 RS59
- 2018 RT59
- 2018 RU59
- 2018 RV59
- 2018 RW59
- 2018 RX59
- 2018 RA60
- 2018 RB60
- 2018 RC60
- 2018 RD60
- 2018 RE60
- 2018 RF60
- 2018 RH60
- 2018 RK60
- 2018 RL60
- 2018 RM60
- 2018 RN60
- 2018 RO60
- 2018 RP60
- 2018 RR60
- 2018 RS60
- 2018 RV60
- 2018 RW60
- 2018 RX60
- 2018 RZ60
- 2018 RA61
- 2018 RB61
- 2018 RC61
- 2018 RE61
- 2018 RG61
- 2018 RH61
- 2018 RJ61
- 2018 RP61
- 2018 RR61
- 2018 RS61
- 2018 RT61
- 2018 RU61
- 2018 RV61
- 2018 RW61
- 2018 RX61
- 2018 RY61
- 2018 RZ61
- 2018 RA62
- 2018 RB62
- 2018 RC62
- 2018 RD62
- 2018 RF62
- 2018 RK62
- 2018 RO62
- 2018 RP62
- 2018 RQ62
- 2018 RS62
- 2018 RU62
- 2018 RV62
- 2018 RX62
- 2018 RY62
- 2018 RZ62
- 2018 RA63
- 2018 RB63
- 2018 RD63
- 2018 RE63
- 2018 RG63
- 2018 RH63
- 2018 RL63
- 2018 RM63
- 2018 RN63
- 2018 RP63
- 2018 RQ63
- 2018 RR63
- 2018 RS63
- 2018 RT63
- 2018 RU63
- 2018 RV63
- 2018 RW63
- 2018 RX63
- 2018 RY63
- 2018 RZ63
- 2018 RA64
- 2018 RB64
- 2018 RC64
- 2018 RD64
- 2018 RE64
- 2018 RF64
- 2018 RG64
- 2018 RH64
- 2018 RK64
- 2018 RL64
- 2018 RN64
- 2018 RP64
- 2018 RQ64
- 2018 RR64
- 2018 RT64
- 2018 RU64
- 2018 RV64
- 2018 RA65
- 2018 RB65
- 2018 RC65
- 2018 RD65
- 2018 RE65
- 2018 RH65
- 2018 RJ65
- 2018 RL65
- 2018 RM65
- 2018 RO65
- 2018 RP65
- 2018 RQ65
- 2018 RR65
- 2018 RS65
- 2018 RT65
- 2018 RV65
- 2018 RW65
- 2018 RZ65
- 2018 RA66
- 2018 RC66
- 2018 RD66
- 2018 RE66
- 2018 RG66
- 2018 RH66
- 2018 RK66
- 2018 RL66
- 2018 RM66
- 2018 RN66
- 2018 RO66
- 2018 RP66
- 2018 RQ66
- 2018 RR66
- 2018 RS66
- 2018 RT66
- 2018 RU66
- 2018 RV66
- 2018 RX66
- 2018 RZ66
- 2018 RA67
- 2018 RB67
- 2018 RC67
- 2018 RD67
- 2018 RE67
- 2018 RF67
- 2018 RG67
- 2018 RH67
- 2018 RJ67
- 2018 RK67
- 2018 RL67
- 2018 RM67
- 2018 RN67
- 2018 RO67
- 2018 RP67
- 2018 RQ67
- 2018 RR67
- 2018 RS67
- 2018 RT67
- 2018 RU67
- 2018 RV67
- 2018 RW67
- 2018 RY67
- 2018 RZ67
- 2018 RA68
- 2018 RB68
- 2018 RC68
- 2018 RD68
- 2018 RF68
- 2018 RH68
- 2018 RJ68
- 2018 RK68
- 2018 RL68
- 2018 RM68
- 2018 RN68
- 2018 RO68
- 2018 RP68
- 2018 RQ68
- 2018 RR68
- 2018 RS68
- 2018 RT68
- 2018 RU68
- 2018 RV68
- 2018 RW68
- 2018 RX68
- 2018 RY68
- 2018 RA69
- 2018 RB69
- 2018 RC69
- 2018 RE69
- 2018 RF69
- 2018 RG69
- 2018 RJ69
- 2018 RL69
- 2018 RM69
- 2018 RN69
- 2018 RO69
- 2018 RP69
- 2018 RQ69
- 2018 RR69
- 2018 RS69
- 2018 RT69
- 2018 RU69
- 2018 RV69
- 2018 RW69
- 2018 RX69
- 2018 RY69
- 2018 RZ69
- 2018 RA70
- 2018 RB70
- 2018 RC70
- 2018 RD70
- 2018 RE70
- 2018 RF70
- 2018 RG70
- 2018 RH70
- 2018 RJ70
- 2018 RK70
- 2018 RM70
- 2018 RN70
- 2018 RO70
- 2018 RP70
- 2018 RQ70
- 2018 RR70
- 2018 RS70
- 2018 RT70
- 2018 RU70
- 2018 RV70
- 2018 RW70
- 2018 RX70
- 2018 RY70
- 2018 RZ70
- 2018 RA71
- 2018 RB71
- 2018 RC71
- 2018 RD71
- 2018 RE71
- 2018 RF71
- 2018 RG71
- 2018 RJ71
- 2018 RK71
- 2018 RL71
- 2018 RM71
- 2018 RN71
- 2018 RO71
- 2018 RP71
- 2018 RQ71
- 2018 RR71
- 2018 RS71
- 2018 RT71
- 2018 RU71
- 2018 RV71
- 2018 RW71
- 2018 RY71
- 2018 RZ71
- 2018 RA72
- 2018 RB72
- 2018 RC72
- 2018 RD72
- 2018 RE72
- 2018 RF72
- 2018 RG72
- 2018 RH72
- 2018 RJ72
- 2018 RK72
- 2018 RL72
- 2018 RM72
- 2018 RN72
- 2018 RO72
- 2018 RP72
- 2018 RQ72
- 2018 RR72
- 2018 RS72
- 2018 RT72
- 2018 RU72
- 2018 RV72
- 2018 RW72
- 2018 RX72
- 2018 RY72
- 2018 RZ72
- 2018 RA73
- 2018 RB73
- 2018 RC73
- 2018 RD73
- 2018 RE73
- 2018 RF73
- 2018 RG73
- 2018 RJ73
- 2018 RK73
- 2018 RL73
- 2018 RM73
- 2018 RN73
- 2018 RO73
- 2018 RP73
- 2018 RQ73
- 2018 RS73
- 2018 RT73
- 2018 RU73
- 2018 RV73
- 2018 RW73
- 2018 RX73
- 2018 RY73
- 2018 RZ73
- 2018 RA74
- 2018 RB74
- 2018 RC74
- 2018 RD74
- 2018 RE74
- 2018 RF74
- 2018 RG74
- 2018 RH74
- 2018 RJ74
- 2018 RK74
- 2018 RL74
- 2018 RM74
- 2018 RN74
- 2018 RO74
- 2018 RP74
- 2018 RQ74
- 2018 RR74
- 2018 RS74
- 2018 RT74
- 2018 RU74
- 2018 RV74
- 2018 RW74
- 2018 RX74
- 2018 RY74
- 2018 RZ74
- 2018 RA75
- 2018 RB75
- 2018 RC75
- 2018 RD75
- 2018 RE75
- 2018 RF75
- 2018 RG75
- 2018 RH75
- 2018 RJ75
- 2018 RK75
- 2018 RL75
- 2018 RM75
- 2018 RN75
- 2018 RO75
- 2018 RP75
- 2018 RQ75
- 2018 RR75
- 2018 RS75
- 2018 RT75
- 2018 RU75
- 2018 RV75
- 2018 RW75
- 2018 RX75
- 2018 RY75
- 2018 RZ75
- 2018 RC76
- 2018 RD76
- 2018 RE76
- 2018 RF76
- 2018 RG76
- 2018 RH76
- 2018 RJ76
- 2018 RM76
- 2018 RN76
- 2018 RO76
- 2018 RP76
- 2018 RQ76
- 2018 RR76
- 2018 RS76
- 2018 RT76
- 2018 RU76
- 2018 RW76
- 2018 RX76
- 2018 RY76
- 2018 RZ76
- 2018 RA77
- 2018 RC77
- 2018 RD77
- 2018 RE77
- 2018 RF77
- 2018 RH77
- 2018 RJ77
- 2018 RK77
- 2018 RL77
- 2018 RM77
- 2018 RO77
- 2018 RP77
- 2018 RQ77
- 2018 RR77
- 2018 RS77
- 2018 RT77
- 2018 RU77
- 2018 RV77
- 2018 RW77
- 2018 RX77
- 2018 RY77
- 2018 RZ77
- 2018 RA78
- 2018 RB78
- 2018 RC78
- 2018 RD78
- 2018 RE78
- 2018 RF78
- 2018 RG78
- 2018 RH78
- 2018 RJ78
- 2018 RK78
- 2018 RL78
- 2018 RN78
- 2018 RO78
- 2018 RP78
- 2018 RQ78
- 2018 RR78
- 2018 RS78
- 2018 RT78
- 2018 RU78
- 2018 RV78
- 2018 RW78
- 2018 RX78
- 2018 RY78
- 2018 RZ78
- 2018 RA79
- 2018 RB79
- 2018 RC79
- 2018 RD79
- 2018 RE79
- 2018 RF79
- 2018 RG79
- 2018 RH79
- 2018 RJ79
- 2018 RK79
- 2018 RL79
- 2018 RM79
- 2018 RO79
- 2018 RP79
- 2018 RQ79
- 2018 RR79
- 2018 RS79
- 2018 RT79
- 2018 RU79
- 2018 RV79
- 2018 RW79
- 2018 RX79
- 2018 RY79
- 2018 RZ79
- 2018 RA80
- 2018 RB80
- 2018 RC80
- 2018 RD80
- 2018 RE80
- 2018 RF80
- 2018 RG80
- 2018 RH80
- 2018 RJ80
- 2018 RK80
- 2018 RL80
- 2018 RM80
- 2018 RN80
- 2018 RO80
- 2018 RP80
- 2018 RQ80
- 2018 RR80
- 2018 RS80
- 2018 RT80
- 2018 RU80
- 2018 RV80
- 2018 RW80
- 2018 RX80
- 2018 RZ80
- 2018 RA81
- 2018 RB81
- 2018 RC81
- 2018 RD81
- 2018 RE81
- 2018 RH81
- 2018 RK81
- 2018 RL81
- 2018 RM81
- 2018 RN81
- 2018 RO81
- 2018 RQ81
- 2018 RR81
- 2018 RS81
- 2018 RT81
- 2018 RV81
- 2018 RW81
- 2018 RX81
- 2018 RY81
- 2018 RZ81
- 2018 RA82
- 2018 RB82
- 2018 RC82
- 2018 RD82
- 2018 RF82
- 2018 RG82
- 2018 RH82
- 2018 RJ82
- 2018 RK82
- 2018 RL82
- 2018 RM82
- 2018 RN82
- 2018 RO82
- 2018 RP82
- 2018 RQ82
- 2018 RR82
- 2018 RS82
- 2018 RT82
- 2018 RU82
- 2018 RV82
- 2018 RW82
- 2018 RX82
- 2018 RY82
- 2018 RZ82
- 2018 RA83
- 2018 RB83
- 2018 RC83
- 2018 RD83
- 2018 RE83
- 2018 RF83
- 2018 RG83
- 2018 RH83
- 2018 RJ83
- 2018 RK83
- 2018 RL83
- 2018 RM83
- 2018 RN83
- 2018 RO83
- 2018 RP83
- 2018 RQ83
- 2018 RR83
- 2018 RS83
- 2018 RT83
- 2018 RU83
- 2018 RV83
- 2018 RW83
- 2018 RX83
- 2018 RY83
- 2018 RZ83
- 2018 RA84
- 2018 RB84
- 2018 RC84
- 2018 RD84
- 2018 RE84
- 2018 RF84
- 2018 RG84
- 2018 RH84
- 2018 RJ84
- 2018 RK84
- 2018 RL84
- 2018 RM84
- 2018 RN84
- 2018 RO84
- 2018 RP84
- 2018 RQ84
- 2018 RR84
- 2018 RS84
- 2018 RT84
- 2018 RU84
- 2018 RV84
- 2018 RW84
- 2018 RX84
- 2018 RY84
- 2018 RZ84
- 2018 RA85
- 2018 RB85
- 2018 RC85
- 2018 RD85
- 2018 RE85
- 2018 RF85
- 2018 RG85
- 2018 RH85
- 2018 RJ85
- 2018 RK85
- 2018 RL85
- 2018 RM85
- 2018 RN85
- 2018 RO85
- 2018 RP85
- 2018 RR85
- 2018 RS85
- 2018 RT85
- 2018 RU85
- 2018 RV85
- 2018 RW85
- 2018 RX85
- 2018 RY85
- 2018 RZ85
- 2018 RA86
- 2018 RB86
- 2018 RC86
- 2018 RD86
- 2018 RE86
- 2018 RG86
- 2018 RH86
- 2018 RJ86
- 2018 RL86
- 2018 RM86
- 2018 RN86
- 2018 RP86
- 2018 RQ86
- 2018 RR86
- 2018 RS86
- 2018 RT86
- 2018 RU86
- 2018 RV86
- 2018 RW86
- 2018 RX86
- 2018 RY86
- 2018 RZ86
- 2018 RB87
- 2018 RC87
- 2018 RD87
- 2018 RE87
- 2018 RF87
- 2018 RG87
- 2018 RH87
- 2018 RJ87
- 2018 RK87
- 2018 RL87
- 2018 RM87
- 2018 RN87
- 2018 RP87
- 2018 RQ87
- 2018 RR87
- 2018 RS87
- 2018 RT87
- 2018 RU87
- 2018 RV87
- 2018 RW87
- 2018 RX87
- 2018 RY87
- 2018 RZ87
- 2018 RA88
- 2018 RB88
- 2018 RC88
- 2018 RD88
- 2018 RE88
- 2018 RF88
- 2018 RG88
- 2018 RH88
- 2018 RJ88
- 2018 RK88
- 2018 RL88
- 2018 RM88
- 2018 RO88
- 2018 RP88
- 2018 RQ88
- 2018 RS88
- 2018 RT88
- 2018 RU88
- 2018 RV88
- 2018 RW88
- 2018 RX88
- 2018 RY88
- 2018 RZ88
- 2018 RA89
- 2018 RB89
- 2018 RC89
- 2018 RD89
- 2018 RE89
- 2018 RF89
- 2018 RG89
- 2018 RH89
- 2018 RJ89
- 2018 RK89
- 2018 RL89
- 2018 RM89
- 2018 RN89
- 2018 RP89
- 2018 RQ89
- 2018 RR89
- 2018 RS89
- 2018 RT89
- 2018 RU89
- 2018 RV89
- 2018 RX89
- 2018 RY89
- 2018 RZ89
- 2018 RA90
- 2018 RB90
- 2018 RC90
- 2018 RE90
- 2018 RF90
- 2018 RG90
- 2018 RH90
- 2018 RJ90
- 2018 RK90
- 2018 RL90
- 2018 RM90
- 2018 RN90
- 2018 RP90
- 2018 RQ90
- 2018 RS90
- 2018 RT90
- 2018 RU90
- 2018 RV90
- 2018 RW90
- 2018 RX90
- 2018 RY90
- 2018 RZ90
- 2018 RA91
- 2018 RB91
- 2018 RC91
- 2018 RD91
- 2018 RE91
- 2018 RH91
- 2018 RJ91
- 2018 RK91
- 2018 RL91
- 2018 RM91
- 2018 RN91
- 2018 RO91
- 2018 RP91
- 2018 RQ91
- 2018 RR91
- 2018 RS91
- 2018 RT91
- 2018 RU91
- 2018 RV91
- 2018 RW91
- 2018 RY91
- 2018 RZ91
- 2018 RA92
- 2018 RB92
- 2018 RC92
- 2018 RD92
- 2018 RE92
- 2018 RF92
- 2018 RG92
- 2018 RH92
- 2018 RJ92
- 2018 RM92
- 2018 RN92
- 2018 RO92
- 2018 RP92
- 2018 RQ92
- 2018 RR92
- 2018 RS92
- 2018 RT92
- 2018 RU92
- 2018 RV92
- 2018 RW92
- 2018 RX92
- 2018 RY92
- 2018 RZ92
- 2018 RA93
- 2018 RB93
- 2018 RD93
- 2018 RE93
- 2018 RF93
- 2018 RG93
- 2018 RH93
- 2018 RJ93
- 2018 RK93
- 2018 RL93
- 2018 RM93
- 2018 RN93
- 2018 RO93
- 2018 RP93
- 2018 RR93
- 2018 RS93
- 2018 RT93
- 2018 RU93
- 2018 RV93
- 2018 RW93
- 2018 RX93
- 2018 RA94
- 2018 RB94
- 2018 RC94
- 2018 RD94
- 2018 RF94
- 2018 RG94
- 2018 RH94
- 2018 RJ94
- 2018 RK94
- 2018 RL94
- 2018 RM94
- 2018 RN94
- 2018 RO94
- 2018 RR94
- 2018 RS94
- 2018 RT94
- 2018 RU94
- 2018 RV94
- 2018 RW94
- 2018 RX94
- 2018 RY94
- 2018 RZ94
- 2018 RA95
- 2018 RC95
- 2018 RD95
- 2018 RF95
- 2018 RG95
- 2018 RH95
- 2018 RJ95
- 2018 RK95
- 2018 RL95
- 2018 RM95
- 2018 RN95
- 2018 RO95
- 2018 RP95
- 2018 RQ95
- 2018 RR95
- 2018 RS95
- 2018 RT95
- 2018 RU95
- 2018 RW95
- 2018 RX95
- 2018 RY95
- 2018 RZ95
- 2018 RB96
- 2018 RC96
- 2018 RD96
- 2018 RE96
- 2018 RF96
- 2018 RG96
- 2018 RH96
- 2018 RJ96
- 2018 RK96
- 2018 RL96
- 2018 RM96
- 2018 RN96
- 2018 RO96
- 2018 RP96
- 2018 RQ96
- 2018 RS96
- 2018 RT96
- 2018 RU96
- 2018 RV96
- 2018 RW96
- 2018 RX96
- 2018 RY96
- 2018 RZ96
- 2018 RA97
- 2018 RB97
- 2018 RC97
- 2018 RD97
- 2018 RE97
- 2018 RF97
- 2018 RG97
- 2018 RH97
- 2018 RK97
- 2018 RL97
- 2018 RM97
- 2018 RN97
- 2018 RO97
- 2018 RP97
- 2018 RQ97
- 2018 RR97
- 2018 RS97
- 2018 RT97
- 2018 RU97
- 2018 RV97
- 2018 RW97
- 2018 RX97
- 2018 RY97
- 2018 RA98
- 2018 RD98
- 2018 RE98
- 2018 RF98
- 2018 RG98
- 2018 RH98
- 2018 RJ98
- 2018 RK98
- 2018 RL98
- 2018 RM98
- 2018 RN98
- 2018 RO98
- 2018 RP98
- 2018 RQ98
- 2018 RR98
- 2018 RS98
- 2018 RT98
- 2018 RU98
- 2018 RV98
- 2018 RW98
- 2018 RX98
- 2018 RY98
- 2018 RZ98
- 2018 RA99
- 2018 RB99
- 2018 RC99
- 2018 RD99
- 2018 RE99
- 2018 RF99
- 2018 RG99
- 2018 RJ99
- 2018 RK99
- 2018 RL99
- 2018 RM99
- 2018 RN99
- 2018 RO99
- 2018 RP99
- 2018 RQ99
- 2018 RR99
- 2018 RS99
- 2018 RT99
- 2018 RU99
- 2018 RV99
- 2018 RX99
- 2018 RY99
- 2018 RZ99
- 2018 RA100
- 2018 RB100
- 2018 RC100
- 2018 RD100
- 2018 RE100
- 2018 RF100
- 2018 RG100
- 2018 RH100
- 2018 RJ100
- 2018 RL100
- 2018 RM100
- 2018 RN100
- 2018 RO100
- 2018 RP100
- 2018 RQ100
- 2018 RR100
- 2018 RS100
- 2018 RT100
- 2018 RU100
- 2018 RV100
- 2018 RX100
- 2018 RY100
- 2018 RZ100
- 2018 RA101
- 2018 RB101
- 2018 RC101
- 2018 RD101
- 2018 RE101
- 2018 RF101
- 2018 RG101
- 2018 RK101
- 2018 RL101
- 2018 RM101
- 2018 RN101
- 2018 RO101
- 2018 RP101
- 2018 RQ101
- 2018 RR101
- 2018 RS101
- 2018 RT101
- 2018 RU101
- 2018 RV101
- 2018 RW101
- 2018 RX101
- 2018 RY101
- 2018 RZ101
- 2018 RA102
- 2018 RB102
- 2018 RC102
- 2018 RD102
- 2018 RF102
- 2018 RG102
- 2018 RH102
- 2018 RJ102
- 2018 RK102
- 2018 RL102
- 2018 RM102
- 2018 RN102
- 2018 RO102
- 2018 RP102
- 2018 RQ102
- 2018 RR102
- 2018 RS102
- 2018 RT102
- 2018 RU102
- 2018 RV102
- 2018 RW102
- 2018 RX102
- 2018 RY102
- 2018 RZ102
- 2018 RA103
- 2018 RB103
- 2018 RC103
- 2018 RD103
- 2018 RE103
- 2018 RF103
- 2018 RG103
- 2018 RH103
- 2018 RJ103
- 2018 RK103
- 2018 RL103
- 2018 RM103
- 2018 RN103
- 2018 RO103
- 2018 RP103
- 2018 RQ103
- 2018 RR103
- 2018 RS103
- 2018 RT103
- 2018 RU103
- 2018 RV103
- 2018 RX103
- 2018 RY103
- 2018 RA104
- 2018 RB104
- 2018 RC104
- 2018 RD104
- 2018 RE104
- 2018 RF104
- 2018 RH104
- 2018 RJ104
- 2018 RK104
- 2018 RL104
- 2018 RM104
- 2018 RN104
- 2018 RP104
- 2018 RQ104
- 2018 RR104
- 2018 RS104
- 2018 RT104
- 2018 RU104
- 2018 RV104
- 2018 RW104
- 2018 RX104
- 2018 RY104
- 2018 RZ104
- 2018 RA105
- 2018 RC105
- 2018 RD105
- 2018 RE105
- 2018 RF105
- 2018 RG105
- 2018 RH105
- 2018 RJ105
- 2018 RK105
- 2018 RL105
- 2018 RM105
- 2018 RN105
- 2018 RO105
- 2018 RP105
- 2018 RQ105
- 2018 RR105
- 2018 RS105
- 2018 RT105
- 2018 RU105
- 2018 RV105
- 2018 RW105
- 2018 RX105
- 2018 RY105
- 2018 RZ105
- 2018 RA106
- 2018 RB106
- 2018 RD106
- 2018 RE106
- 2018 RG106
- 2018 RH106
- 2018 RJ106
- 2018 RK106
- 2018 RL106
- 2018 RM106
- 2018 RN106
- 2018 RO106
- 2018 RP106
- 2018 RQ106
- 2018 RR106
- 2018 RS106
- 2018 RT106
- 2018 RU106
- 2018 RV106
- 2018 RW106
- 2018 RY106
- 2018 RZ106
- 2018 RA107
- 2018 RB107
- 2018 RC107
- 2018 RF107
- 2018 RG107
- 2018 RH107
- 2018 RJ107
- 2018 RK107
- 2018 RL107
- 2018 RM107
- 2018 RN107
- 2018 RO107
- 2018 RQ107
- 2018 RR107
- 2018 RS107
- 2018 RT107
- 2018 RU107
- 2018 RV107
- 2018 RW107
- 2018 RX107
- 2018 RY107
- 2018 RA108
- 2018 RB108
- 2018 RC108
- 2018 RE108
- 2018 RG108
- 2018 RH108
- 2018 RJ108
- 2018 RK108
- 2018 RL108
- 2018 RM108
- 2018 RN108
- 2018 RO108
- 2018 RP108
- 2018 RQ108
- 2018 RR108
- 2018 RS108
- 2018 RT108
- 2018 RU108
- 2018 RV108
- 2018 RW108
- 2018 RX108
- 2018 RY108
- 2018 RZ108
- 2018 RA109
- 2018 RB109
- 2018 RC109
- 2018 RD109
- 2018 RE109
- 2018 RF109
- 2018 RG109
- 2018 RH109
- 2018 RJ109
- 2018 RK109
- 2018 RL109
- 2018 RM109
- 2018 RN109
- 2018 RO109
- 2018 RP109
- 2018 RQ109
- 2018 RR109
- 2018 RS109
- 2018 RT109
- 2018 RU109
- 2018 RV109
- 2018 RW109
- 2018 RX109
- 2018 RY109
- 2018 RA110
- 2018 RB110
- 2018 RC110
- 2018 RD110
- 2018 RE110
- 2018 RF110
- 2018 RG110
- 2018 RH110
- 2018 RJ110
- 2018 RK110
- 2018 RL110
- 2018 RM110
- 2018 RO110
- 2018 RP110
- 2018 RQ110
- 2018 RR110
- 2018 RT110
- 2018 RU110
- 2018 RV110
- 2018 RW110
- 2018 RX110
- 2018 RY110
- 2018 RZ110
- 2018 RB111
- 2018 RC111
- 2018 RD111
- 2018 RE111
- 2018 RF111
- 2018 RG111
- 2018 RH111
- 2018 RJ111
- 2018 RK111
- 2018 RL111
- 2018 RM111
- 2018 RN111
- 2018 RO111
- 2018 RP111
- 2018 RQ111
- 2018 RR111
- 2018 RS111
- 2018 RT111
- 2018 RU111
- 2018 RV111
- 2018 RW111
- 2018 RX111
- 2018 RY111
- 2018 RZ111
- 2018 RB112
- 2018 RC112
- 2018 RD112
- 2018 RE112
- 2018 RG112
- 2018 RH112
- 2018 RJ112
- 2018 RK112
- 2018 RL112
- 2018 RN112
- 2018 RO112
- 2018 RP112
- 2018 RQ112
- 2018 RR112
- 2018 RT112
- 2018 RV112
- 2018 RW112
- 2018 RX112
- 2018 RY112
- 2018 RZ112
- 2018 RA113
- 2018 RB113
- 2018 RC113
- 2018 RD113
- 2018 RE113
- 2018 RF113
- 2018 RG113
- 2018 RJ113
- 2018 RK113
- 2018 RL113
- 2018 RM113
- 2018 RN113
- 2018 RO113
- 2018 RP113
- 2018 RQ113
- 2018 RR113
- 2018 RS113
- 2018 RT113
- 2018 RU113
- 2018 RV113
- 2018 RW113
- 2018 RX113
- 2018 RY113
- 2018 RZ113
- 2018 RA114
- 2018 RB114
- 2018 RC114
- 2018 RD114
- 2018 RE114
- 2018 RF114
- 2018 RH114
- 2018 RJ114
- 2018 RK114
- 2018 RL114
- 2018 RM114
- 2018 RN114
- 2018 RO114
- 2018 RP114
- 2018 RQ114
- 2018 RR114
- 2018 RS114
- 2018 RT114
- 2018 RU114
- 2018 RW114
- 2018 RX114
- 2018 RY114
- 2018 RZ114
- 2018 RA115
- 2018 RB115
- 2018 RC115
- 2018 RD115
- 2018 RE115
- 2018 RF115
- 2018 RG115
- 2018 RH115
- 2018 RJ115
- 2018 RK115
- 2018 RL115
- 2018 RM115
- 2018 RO115
- 2018 RP115
- 2018 RQ115
- 2018 RR115
- 2018 RS115
- 2018 RU115
- 2018 RV115
- 2018 RW115
- 2018 RX115
- 2018 RY115
- 2018 RZ115
- 2018 RA116
- 2018 RB116
- 2018 RC116
- 2018 RD116
- 2018 RE116
- 2018 RF116
- 2018 RG116
- 2018 RH116
- 2018 RJ116
- 2018 RK116
- 2018 RL116
- 2018 RM116
- 2018 RN116
- 2018 RO116
- 2018 RR116
- 2018 RS116
- 2018 RT116
- 2018 RU116
- 2018 RW116
- 2018 RX116
- 2018 RY116
- 2018 RZ116
- 2018 RA117
- 2018 RB117
- 2018 RC117
- 2018 RD117
- 2018 RE117
- 2018 RF117
- 2018 RG117
- 2018 RH117
- 2018 RJ117
- 2018 RK117
- 2018 RL117
- 2018 RM117
- 2018 RN117
- 2018 RO117
- 2018 RP117
- 2018 RQ117
- 2018 RR117
- 2018 RS117
- 2018 RT117
- 2018 RU117
- 2018 RV117
- 2018 RW117
- 2018 RX117
- 2018 RY117
- 2018 RZ117
- 2018 RA118
- 2018 RB118
- 2018 RC118
- 2018 RD118
- 2018 RE118
- 2018 RF118
- 2018 RG118
- 2018 RH118
- 2018 RJ118
- 2018 RK118
- 2018 RL118
- 2018 RM118
- 2018 RN118
- 2018 RO118
- 2018 RP118
- 2018 RQ118
- 2018 RR118
- 2018 RS118
- 2018 RT118
- 2018 RU118
- 2018 RV118
- 2018 RW118
- 2018 RX118
- 2018 RY118
- 2018 RZ118
- 2018 RA119
- 2018 RB119
- 2018 RC119
- 2018 RD119
- 2018 RE119
- 2018 RF119
- 2018 RG119
- 2018 RJ119
- 2018 RK119
- 2018 RL119
- 2018 RM119
- 2018 RN119
- 2018 RO119
- 2018 RP119
- 2018 RQ119
- 2018 RR119
- 2018 RS119
- 2018 RT119
- 2018 RU119
- 2018 RV119
- 2018 RW119
- 2018 RX119
- 2018 RY119
- 2018 RZ119
- 2018 RA120
- 2018 RB120
- 2018 RC120
- 2018 RD120
- 2018 RE120
- 2018 RF120
- 2018 RG120
- 2018 RH120
- 2018 RJ120
- 2018 RK120
- 2018 RL120
- 2018 RM120
- 2018 RN120
- 2018 RO120
- 2018 RP120
- 2018 RQ120
- 2018 RS120
- 2018 RT120
- 2018 RU120
- 2018 RV120
- 2018 RW120
- 2018 RX120
- 2018 RY120
- 2018 RZ120
- 2018 RA121
- 2018 RB121
- 2018 RC121
- 2018 RD121
- 2018 RE121
- 2018 RF121
- 2018 RG121
- 2018 RH121
- 2018 RJ121
- 2018 RK121
- 2018 RL121
- 2018 RM121
- 2018 RN121
- 2018 RO121
- 2018 RP121
- 2018 RQ121
- 2018 RR121
- 2018 RS121
- 2018 RT121
- 2018 RU121
- 2018 RV121
- 2018 RW121
- 2018 RX121
- 2018 RY121
- 2018 RZ121
- 2018 RA122
- 2018 RB122
- 2018 RC122
- 2018 RD122
- 2018 RE122
- 2018 RF122
- 2018 RG122
- 2018 RH122
- 2018 RJ122
- 2018 RK122
- 2018 RL122
- 2018 RM122
- 2018 RN122
- 2018 RO122
- 2018 RP122
- 2018 RQ122
- 2018 RR122
- 2018 RS122
- 2018 RT122
- 2018 RU122
- 2018 RV122
- 2018 RW122
- 2018 RX122
- 2018 RZ122
- 2018 RA123
- 2018 RB123
- 2018 RC123
- 2018 RD123
- 2018 RE123
- 2018 RF123
- 2018 RG123
- 2018 RH123
- 2018 RJ123
- 2018 RK123
- 2018 RL123
- 2018 RM123
- 2018 RN123
- 2018 RO123
- 2018 RP123
- 2018 RQ123
- 2018 RR123
- 2018 RS123
- 2018 RT123
- 2018 RU123
- 2018 RV123
- 2018 RW123
- 2018 RX123
- 2018 RY123
- 2018 RZ123
- 2018 RA124
- 2018 RB124
- 2018 RC124
- 2018 RD124
- 2018 RE124
- 2018 RF124
- 2018 RG124
- 2018 RH124
- 2018 RJ124
- 2018 RK124
- 2018 RL124
- 2018 RM124
- 2018 RN124
- 2018 RO124
- 2018 RP124
- 2018 RQ124
- 2018 RS124
- 2018 RT124
- 2018 RU124
- 2018 RV124
- 2018 RW124
- 2018 RX124
- 2018 RY124
- 2018 RZ124
- 2018 RA125
- 2018 RB125
- 2018 RC125
- 2018 RD125
- 2018 RE125
- 2018 RF125
- 2018 RG125
- 2018 RH125
- 2018 RJ125
- 2018 RK125
- 2018 RL125
- 2018 RM125
- 2018 RO125
- 2018 RP125
- 2018 RQ125
- 2018 RS125
- 2018 RT125
- 2018 RU125
- 2018 RV125
- 2018 RW125
- 2018 RY125
- 2018 RZ125
- 2018 RB126
- 2018 RC126
- 2018 RD126
- 2018 RE126
- 2018 RF126
- 2018 RG126
- 2018 RH126
- 2018 RJ126
- 2018 RK126
- 2018 RL126
- 2018 RM126
- 2018 RN126
- 2018 RO126
- 2018 RQ126
- 2018 RR126
- 2018 RS126
- 2018 RT126
- 2018 RU126
- 2018 RV126
- 2018 RW126
- 2018 RX126
- 2018 RY126
- 2018 RZ126
- 2018 RA127
- 2018 RB127
- 2018 RC127
- 2018 RD127
- 2018 RE127
- 2018 RF127
- 2018 RG127
- 2018 RH127
- 2018 RJ127
- 2018 RK127
- 2018 RL127
- 2018 RN127
- 2018 RO127
- 2018 RP127
- 2018 RQ127
- 2018 RR127
- 2018 RS127
- 2018 RT127
- 2018 RU127
- 2018 RV127
- 2018 RW127
- 2018 RX127
- 2018 RY127
- 2018 RZ127
- 2018 RA128
- 2018 RB128
- 2018 RC128
- 2018 RD128
- 2018 RE128
- 2018 RF128
- 2018 RG128
- 2018 RH128
- 2018 RJ128
- 2018 RK128
- 2018 RL128
- 2018 RM128
- 2018 RN128
- 2018 RO128
- 2018 RP128
- 2018 RQ128
- 2018 RR128
- 2018 RS128
- 2018 RT128
- 2018 RU128
- 2018 RV128
- 2018 RW128
- 2018 RX128
- 2018 RY128
- 2018 RZ128
- 2018 RA129
- 2018 RB129
- 2018 RC129
- 2018 RD129
- 2018 RE129
- 2018 RF129
- 2018 RG129
- 2018 RH129
- 2018 RJ129
- 2018 RK129
- 2018 RL129
- 2018 RM129
- 2018 RN129
- 2018 RO129
- 2018 RP129
- 2018 RQ129
- 2018 RR129
- 2018 RS129
- 2018 RT129
- 2018 RU129
- 2018 RV129
- 2018 RW129
- 2018 RX129
- 2018 RY129
- 2018 RZ129
- 2018 RA130
- 2018 RB130
- 2018 RC130
- 2018 RD130
- 2018 RE130
- 2018 RF130
- 2018 RG130
- 2018 RH130
- 2018 RJ130
- 2018 RK130
- 2018 RL130
- 2018 RM130
- 2018 RN130
- 2018 RO130
- 2018 RP130
- 2018 RQ130
- 2018 RR130
- 2018 RS130
- 2018 RT130
- 2018 RV130
- 2018 RW130
- 2018 RX130
- 2018 RY130
- 2018 RZ130
- 2018 RA131
- 2018 RB131
- 2018 RE131
- 2018 RF131
- 2018 RG131
- 2018 RH131
- 2018 RJ131
- 2018 RK131
- 2018 RL131
- 2018 RM131
- 2018 RN131
- 2018 RO131
- 2018 RP131
- 2018 RQ131
- 2018 RR131
- 2018 RS131
- 2018 RT131
- 2018 RU131
- 2018 RV131
- 2018 RW131
- 2018 RX131
- 2018 RY131
- 2018 RZ131
- 2018 RA132
- 2018 RC132
- 2018 RD132
- 2018 RE132
- 2018 RF132
- 2018 RG132
- 2018 RJ132
- 2018 RL132
- 2018 RM132
- 2018 RN132
- 2018 RO132
- 2018 RP132
- 2018 RQ132
- 2018 RR132
- 2018 RS132
- 2018 RU132
- 2018 RV132
- 2018 RW132
- 2018 RX132
- 2018 RY132
- 2018 RZ132
- 2018 RA133
- 2018 RB133
- 2018 RC133
- 2018 RD133
- 2018 RE133
- 2018 RF133
- 2018 RG133
- 2018 RJ133
- 2018 RK133
- 2018 RL133
- 2018 RM133
- 2018 RN133
- 2018 RO133
- 2018 RP133
- 2018 RQ133
- 2018 RR133
- 2018 RS133
- 2018 RT133
- 2018 RU133
- 2018 RV133
- 2018 RW133
- 2018 RX133
- 2018 RY133
- 2018 RZ133
- 2018 RA134
- 2018 RB134
- 2018 RC134
- 2018 RD134
- 2018 RE134
- 2018 RH134
- 2018 RJ134
- 2018 RK134
- 2018 RL134
- 2018 RM134
- 2018 RN134
- 2018 RO134
- 2018 RP134
- 2018 RQ134
- 2018 RR134
- 2018 RS134
- 2018 RT134
- 2018 RU134

### Du 16 au 30 septembre 2018
- 2018 SA
- 2018 SB
- 2018 SC
- 2018 SD
- 2018 SE
- 2018 SG
- 2018 SH
- 2018 SK
- 2018 SL
- 2018 SM
- 2018 SN
- 2018 SO
- 2018 SP
- 2018 SR
- 2018 ST
- 2018 SV
- 2018 SW
- 2018 SX
- 2018 SY
- 2018 SZ
- 2018 SA1
- 2018 SB1
- 2018 SC1
- 2018 SD1
- 2018 SF1
- 2018 SG1
- 2018 SH1
- 2018 SJ1
- 2018 SK1
- 2018 SL1
- 2018 SM1
- 2018 SN1
- 2018 SO1
- 2018 SP1
- 2018 SQ1
- 2018 SR1
- 2018 SS1
- 2018 ST1
- 2018 SW1
- 2018 SX1
- 2018 SA2
- 2018 SB2
- 2018 SC2
- 2018 SD2
- 2018 SE2
- 2018 SF2
- 2018 SG2
- 2018 SL2
- 2018 SM2
- 2018 SN2
- 2018 SO2
- 2018 SP2
- 2018 SQ2
- 2018 SR2
- 2018 SU2
- 2018 SV2
- 2018 SX2
- 2018 SY2
- 2018 SZ2
- 2018 SA3
- 2018 SB3
- 2018 SC3
- 2018 SD3
- 2018 SE3
- 2018 SF3
- 2018 SG3
- 2018 SH3
- 2018 SJ3
- 2018 SK3
- 2018 SL3
- 2018 SM3
- 2018 SN3
- 2018 SO3
- 2018 SP3
- 2018 SQ3
- 2018 SR3
- 2018 ST3
- 2018 SU3
- 2018 SV3
- 2018 SZ3
- 2018 SA4
- 2018 SF4
- 2018 SK4
- 2018 SP4
- 2018 SV4
- 2018 SE5
- 2018 SG5
- 2018 SM5
- 2018 ST6
- 2018 SU6
- 2018 SD7
- 2018 SV7
- 2018 SY7
- 2018 SM8
- 2018 SO8
- 2018 SU8
- 2018 SV8
- 2018 SX8
- 2018 SD9
- 2018 SM9
- 2018 SN9
- 2018 SO9
- 2018 SQ9
- 2018 SW9
- 2018 SX9
- 2018 SY9
- 2018 SZ9
- 2018 SA10
- 2018 SF10
- 2018 SN10
- 2018 SY10
- 2018 SF11
- 2018 SG11
- 2018 SO11
- 2018 SR11
- 2018 SU11
- 2018 SV11
- 2018 SD12
- 2018 SE12
- 2018 SH12
- 2018 SX12
- 2018 SZ12
- 2018 SN13
- 2018 SP13
- 2018 SQ13
- 2018 ST13
- 2018 SU13
- 2018 SW13
- 2018 SD14
- 2018 SO14
- 2018 SP14
- 2018 SS14
- 2018 SU14
- 2018 SV14
- 2018 SA15
- 2018 SG15
- 2018 SJ15
- 2018 SK15
- 2018 SP15
- 2018 SZ15
- 2018 SC16
- 2018 SD16
- 2018 SE16
- 2018 SF16
- 2018 SJ16
- 2018 SK16
- 2018 SL16
- 2018 SM16
- 2018 SN16
- 2018 SO16
- 2018 SP16
- 2018 SQ16
- 2018 SR16
- 2018 SS16
- 2018 ST16
- 2018 SU16
- 2018 SW16
- 2018 SY16
- 2018 SZ16
- 2018 SA17
- 2018 SC17
- 2018 SD17
- 2018 SF17
- 2018 SG17
- 2018 SH17
- 2018 SJ17
- 2018 SK17
- 2018 SL17
- 2018 SM17
- 2018 SN17
- 2018 SO17
- 2018 SP17
- 2018 SQ17
- 2018 ST17
- 2018 SU17
- 2018 SV17
- 2018 SW17
- 2018 SX17
- 2018 SD18
- 2018 SF18
- 2018 SM18
- 2018 SN18
- 2018 SO18
- 2018 SS18
- 2018 SU18
- 2018 SZ18
- 2018 SA19
- 2018 SB19
- 2018 SC19
- 2018 SD19
- 2018 SE19
- 2018 SF19
- 2018 SG19
- 2018 SH19
- 2018 SJ19
- 2018 SK19
- 2018 SL19
- 2018 SM19
- 2018 SN19
- 2018 SR19
- 2018 SS19
- 2018 ST19
- 2018 SV19
- 2018 SW19
- 2018 SY19
- 2018 SZ19
- 2018 SB20
- 2018 SC20
- 2018 SD20
- 2018 SE20
- 2018 SJ20
- 2018 SK20
- 2018 SN20
- 2018 SP20
- 2018 SQ20
- 2018 SR20
- 2018 SS20
- 2018 ST20
- 2018 SX20
- 2018 SY20
- 2018 SZ20
- 2018 SA21
- 2018 SB21
- 2018 SD21
- 2018 SE21
- 2018 SF21
- 2018 SG21
- 2018 SH21
- 2018 SJ21
- 2018 SK21
- 2018 SL21
- 2018 SM21
- 2018 SN21
- 2018 SQ21
- 2018 SR21
- 2018 SS21
- 2018 ST21
- 2018 SU21
- 2018 SV21
- 2018 SW21
- 2018 SY21
- 2018 SZ21
- 2018 SA22
- 2018 SB22
- 2018 SC22
- 2018 SE22
- 2018 SF22
- 2018 SG22
- 2018 SJ22
- 2018 SK22
- 2018 SL22
- 2018 SM22
- 2018 SN22
- 2018 SO22
- 2018 SP22
- 2018 SQ22
- 2018 SR22
- 2018 SS22
- 2018 ST22
- 2018 SU22
- 2018 SV22
- 2018 SW22
- 2018 SX22
- 2018 SY22
- 2018 SZ22
- 2018 SB23
- 2018 SC23
- 2018 SD23
- 2018 SE23
- 2018 SF23
- 2018 SG23
- 2018 SH23
- 2018 SJ23
- 2018 SK23
- 2018 SL23
- 2018 SM23
- 2018 SN23
- 2018 SP23
- 2018 SQ23
- 2018 SR23
- 2018 SS23
- 2018 ST23
- 2018 SU23
- 2018 SV23
- 2018 SW23
- 2018 SX23
- 2018 SY23
- 2018 SZ23
- 2018 SA24
- 2018 SB24
- 2018 SC24
- 2018 SD24
- 2018 SE24
- 2018 SF24
- 2018 SJ24
- 2018 SK24
- 2018 SL24
- 2018 SM24
- 2018 SN24
- 2018 SO24
- 2018 SP24
- 2018 SQ24
- 2018 SR24
- 2018 SS24
- 2018 ST24
- 2018 SU24
- 2018 SV24
- 2018 SW24
- 2018 SX24
- 2018 SY24
- 2018 SZ24
- 2018 SA25
- 2018 SB25
- 2018 SC25
- 2018 SD25
- 2018 SE25
- 2018 SF25
- 2018 SG25
- 2018 SH25
- 2018 SJ25
- 2018 SK25
- 2018 SL25
- 2018 SM25
- 2018 SN25
- 2018 SO25
- 2018 SP25
- 2018 SQ25
- 2018 SR25
- 2018 SS25
- 2018 ST25
- 2018 SU25
- 2018 SV25
- 2018 SW25
- 2018 SX25
- 2018 SY25
- 2018 SA26
- 2018 SB26
- 2018 SD26
- 2018 SE26
- 2018 SF26
- 2018 SG26
- 2018 SH26
- 2018 SJ26
- 2018 SK26
- 2018 SL26
- 2018 SM26
- 2018 SN26
- 2018 SO26
- 2018 SQ26
- 2018 SR26
- 2018 SS26
- 2018 ST26
- 2018 SU26
- 2018 SV26
- 2018 SW26
- 2018 SX26
- 2018 SY26
- 2018 SZ26
- 2018 SA27
- 2018 SB27
- 2018 SC27
- 2018 SD27
- 2018 SE27
- 2018 SF27
- 2018 SG27
- 2018 SH27
- 2018 SJ27
- 2018 SK27
- 2018 SL27
- 2018 SM27
- 2018 SN27
- 2018 SO27
- 2018 SQ27
- 2018 SR27
- 2018 SS27
- 2018 ST27
- 2018 SU27
- 2018 SV27
- 2018 SW27
- 2018 SX27
- 2018 SY27
- 2018 SZ27
- 2018 SA28
- 2018 SB28
- 2018 SC28
- 2018 SD28
- 2018 SF28
- 2018 SG28
- 2018 SH28
- 2018 SJ28
- 2018 SK28
- 2018 SL28
- 2018 SM28
- 2018 SN28
- 2018 SO28